# Chiromyscus langbianis
Chiromyscus langbianis — один з видів пацюків (Rattini), що живе на півдні й південному сході Азії.

## Таксономія
Перенесено з Niviventer до Chiromyscus.

## Середовище проживання
Індія, М'янма, Таїланд, Лаос, В'єтнам, Камбоджа, Китай.
Цей вид є деревним, але зазвичай виловлюється на землі. В основному він зустрічається у вічнозелених дощових лісах, але є записи про змішані листяні сезонні ліси.